# Eleanor May Moore
Eleanor May Moore (10 de març de 1875 – 1 d'octubre de 1949) fou una pacifista i feminista d'Austràlia. Es va involucrar en el moviment per la pau com a membre de la Germandat de la Pau Internacional (Sisterhood of International Peace (SIP)), que més avant esdevení part de la Lliga Internacional de les Dones per la Pau i la Llibertat (Women's International League for Peace and Freedom, WILPF).
Va nàixer a Lancefield, Victoria. Assistí a la Presbyterian Ladies' College de Melbourne, on edità el periòdic del centre educatiu i es formà com a estenògrafa. La família de Moore eren membres de l'Església Australiana, fundada pel predicador pacifista, Charles Strong. Després que Strong formara la Sisterhood of International Peace (SIP) el 1915, Moore s'afegí, convertint-se en la secretària internacional de l'organització. Va representar la SIP el mes de maig de 1919 en el Congrés Internacional de les Dones a Zúric. Més tard, quan la SIP es convertí en la Women's International League for Peace and Freedom (WILPF), Moore continuà treballant com a secretària i va estar implicada en el grup fins que va morir. Moore representà la WILPF a les conferències de la Unió Pan-pacífica de les Dones (Pan Pacific Union Women) que tingueren lloc a Honolulu els anys 1928 i 1930.
Moore estava en contra d'emprar la guerra per a solucionar conflictes; ella digué: "Sé que, no importa quant dure la lluita, a la fi ha de ser resolt mitjançant una negociació." Moore elegí no casar-se i cuidà els seus pares que visqueren fins a tindre 91 i 96 anys. Treballà en un llibre, The Quest for Peace, que va acabar l'any 1949. Moore morí a Toorak l'1 d'octubre de 1949.

## Enllaços extenrs
- Eleanor May Moore Arxivat 2017-03-05 a Wayback Machine. (photografia)